# Panfu
Panfu war eine Website mit einer virtuellen Welt für Kinder zwischen acht und zwölf Jahren. Das Angebot sollte unter anderem als Lernplattform dienen und seinen Nutzern Medienkompetenz vermitteln. Die Spieler erkundeten darin mit einem Panda-Avatar die Inselwelt Panfu. Sie konnten mit anderen Spielern kommunizieren und verschiedene Aufgaben lösen.
Im September 2016 wurde Panfu geschlossen, die Website ging zwei Monate später offline.

## Beschreibung
Panfu ist ein Kofferwort, zusammengesetzt aus „Panda“ und dem chinesischen Wort für Glück, „fu“. Nach der kostenfreien Registrierung konnte jeder Spieler seinen eigenen Avatar in Gestalt eines Panda-Bären erstellen, ihn individuell einkleiden und mit einem kreativen Namen versehen. Anschließend konnte er sich mit ihm innerhalb der Spielwelt, einer Insel namens „Panfu“, frei bewegen.
Es gab innerhalb der Panfu-Welt versteckte Minispiele für Einzelspieler, die am Ende einen Platz in der Highscoreliste erhielten. Je nach Punktzahl erhielt man beim Beenden des Spieles sogenannte „Panda-Münzen“. Diese konnte ein Spieler mit zahlungspflichtigem Premiumkonto für neue Möbelstücke für das Baumhaus oder neue Kleidung verwenden.
Panfu setzte auf unbemerktes Lernen, angeblich ähnlich wie beim Erlernen der Muttersprache. In der deutschen Version wurde beispielsweise versucht, die englische Sprache durch Verwendung einiger englischer Vokabeln zu vermitteln. Andere Inhalte, wie die virtuelle Zeitung der Spielwelt, lagen zweisprachig vor. Bis 2009 wurde der Spieler außerdem alle 15 Minuten dazu animiert, die Tätigkeit am Bildschirm für eine kurze Bewegungspause zu unterbrechen.

## Sicherheit in Panfu
Laut den Entwicklern hatte die Sicherheit große Bedeutung in Panfu. Daher sollte ein Wortfilter verhindern, dass verbale Attacken geäußert werden, und warnte Spieler, die sich nicht an die Regeln hielten. Weiter wurde der Chat nach Herstellerangaben von 12 bis 20 Uhr von Moderatoren überwacht.
Außerhalb dieses Zeitraums konnten sich Spieler lediglich über den Hochsicherheitschat verständigen. Dieser enthielt bereits vorgefertigte, für die jungen Spieler geeignete Antworten und Fragen.

## Entwicklungsgeschichte
Das Spiel wurde von Moritz Hohl und Kay Kühne entwickelt und im Dezember 2007 über ihr Spielesoftwareunternehmen Young Internet GmbH veröffentlicht. Panfu zählte zu einer wachsenden Zahl virtueller Welten, die sich gezielt an Schulkinder richteten. Finanzierung erhielt das Projekt unter anderem von Stefan von Holtzbrinck (über Holtzbrinck Ventures) und Lukasz Gadowski.
Im April 2012 benannte sich die Young Internet GmbH in Goodbeans GmbH um und kündigte an, sich künftig stärker auf Smartphone- und Tablet-Anwendungen mit In-App-Bezahlung zu konzentrieren. Die Gewinne aus Panfu sollten diesen Umbau des Geschäftsmodells mitfinanzieren und Panfu selbst auch für Mobilgeräte umsetzbar machen. Im November 2013 wurde dieser neue Geschäftsbereich in ein neues Unternehmen namens Fox & Sheep ausgelagert, und Goodbeans selbst konzentrierte sich wieder auf die Vermarktung von Panfu. Die Gründer wollten auch weiterhin bei Goodbeans bleiben.
Im September 2014 bezeichnete ein Gründerszene-Nachrichtenbeitrag die Aktivität von Goodbeans als „derzeit auf Sparflamme agierend“. Am 8. Dezember 2014 kündigte das Panfu-Team an, zum 1. Januar 2015 die Chatfunktion einzustellen. Insolvenz des Studios folgte ebenfalls.
Letztlich wurde Panfu aufgrund fehlender Investoren geschlossen, so die ehemalige Geschäftsführerin Verena Pausder auf Twitter.

## Beliebtheit von Panfu
Nach nur fünf Monaten seit Eröffnung verzeichnete Panfu über eine Million Anmeldungen. Seit Januar 2009 arbeitete das Unternehmen profitabel. Im Juni 2009 hatte die Website 10 Millionen Nutzer weltweit und war damit das größte virtuelle Onlinespiel für Kinder in Europa. Anfang 2010 waren es 13 Millionen Nutzer, davon 4,5 Millionen in Deutschland. Bestätigten Aussagen zufolge generierte Panfu im Jahr 2012 bei monatlichen Kosten von 50.000 Euro im Gegenzug Einnahmen von 250.000 Euro.
Journalistische Beiträge wiesen auf die Bedeutung der Sicherheit bei virtuellen Welten für Kinder hin und nannten den Hochsicherheitschat von Panfu als besonderes Merkmal. Kritisiert wurde die Finanzierung des Angebots durch Werbung, die bei einem Produkt für Kinder als fragwürdig bezeichnet wurde.
In wissenschaftlicher Literatur wurde Panfu im Zusammenhang mit Forschung zum Potential virtueller Welten als Lernunterstützung für Kinder erwähnt.

## Private Server
Die virtuelle Welt von Panfu lebt in privaten Servern weiter, die inoffiziell von der Spielergemeinschaft betrieben werden. Hierbei werden die bestehenden Client-Dateien verwendet und der Server nachgebildet (sog. Re-Engineering).